# 파커 스티븐슨
파커 스티븐슨(Parker Stevenson, 1952년 6월 4일~)은 미국의 배우이다.

## 출연 작품
- 나의 크리스마스 왕자님 - 짐 로건 역